# 千家店镇
千家店镇是中国北京市延庆区下辖的一个镇，位于县境东北部。

## 行政区划
千家店镇下辖1个社区、19个村委会：千家店镇；千家店、下德龙湾、红石湾、河口、石槽、红旗甸、六道河、大石窑、水头、沙梁子、大栜树、四潭沟、下湾、菜木沟、花盆、水泉沟、平台子、牤牛沟、河南。

## 旅游景区
- 千家店百里山水画廊景区
- 滴水壶

## 其它
- 木化石群
- 花盆村戏台及关帝庙